# Robert Roberthin
Robert Roberthin (* 3. März 1600 in Saalfeld, Ostpreußen; † 7. April 1648 in Königsberg i. Pr.) war ein deutscher Dichter des Barock.

## Leben
Als Sohn eines Pfarrers studierte Roberthin ab 1617 an der Albertus-Universität Königsberg, der Universität Leipzig und der Universität Straßburg Rechtswissenschaft. Als sein Vater 1620 gestorben war, trat er eine Stelle als Hofmeister an. Zahlreiche Reisen führten ihn nach England, Frankreich, Italien und Holland. Er wurde brandenburgischer Rat und Obersekretär bei der Herzoglichen Regierung in Königsberg.
Roberthin war mit dem schlesischen Dichter Martin Opitz befreundet. Er entdeckte und förderte den Dichterkollegen Simon Dach, der für ihn das von Heinrich Albert vertonte Begräbnislied „Ich bin ja, Herr, in deiner Macht“ dichtete. Roberthin war der geistige Mittelpunkt der Königsberger Kürbishütte.

## Werk
Roberthin verfasste zahlreiche geistliche und weltliche Lieder, die „durch Leichtigkeit und Innigkeit die gelehrte Lyrik der schlesischen Schule übertreffen“. Er ließ sie unter dem Pseudonym „Berrintho“ in Heinrich Alberts Arien zum Singen und Spielen (Königsberg 1638) erscheinen.

## Werk- und Literaturverzeichnis
- Gerhard Dünnhaupt: Robert Roberthin (1600–1648). In: Personalbibliographien zu den Drucken des Barock. Band 5. Stuttgart: Hiersemann 1991, ISBN 3-7772-9133-1, S. 3460–65.